# Gare de Chabris
Gare de Chabris vasútállomás Franciaországban, Chabris településen.

## Vasútvonalak
Az állomást az alábbi vasútvonalak érintik:
- Le Blanc–Argent-sur-Sauldre-vasútvonal

## Kapcsolódó állomások
A vasútállomáshoz az alábbi állomások vannak a legközelebb:
- Gare de Varennes-sur-Fouzon
- Gare de Gièvres